# Apol·linarisme
L'apol·linarisme va ser una doctrina i una secta considerada herètica per l'ortodòxia cristiana. Fou proposada pel bisbe de Laodicea Apol·linar com a reacció contra l'arrianisme i el gnosticisme.
Apol·linar, enemic d'Arri, mantenia que la paraula divina ocupava el lloc de l'ànima en Crist. Aquesta doctrina afirmava que la natura humana de Crist era incompleta: només posseïa el cos i l'ànima inferior o sensible, però la seva ment era divina.
Les seves doctrines foren condemnades per un sínode a Roma vers el 375. Fou el primer concili de Constantinoble (381) que va declarar-la heretgia, afirmant que les natures divina i humana de Jesús eren completes.
Va haver-hi comunitats apol·linaristes a Constantinoble i Síria; després de la mort d'Apol·linar (392) qualcuns dels seus deixebles intentaren perpetuar-la, però devers l'any 416 la majoria retornaren a la doctrina oficial i la resta es varen integrar en el monofisisme.